# جورج هاليت
جورج هاليت (بالإنجليزية: George Hallett)‏ هو مصور جنوب أفريقي، ولد في 31 ديسمبر 1942 في كيب تاون في جنوب أفريقيا.

## معرض صور

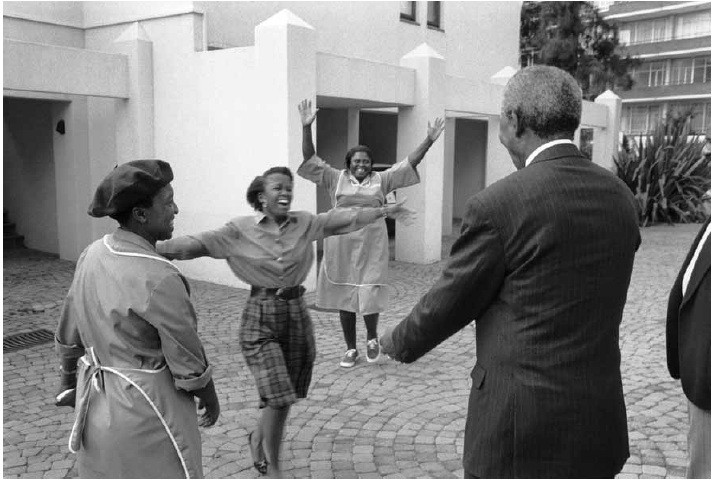
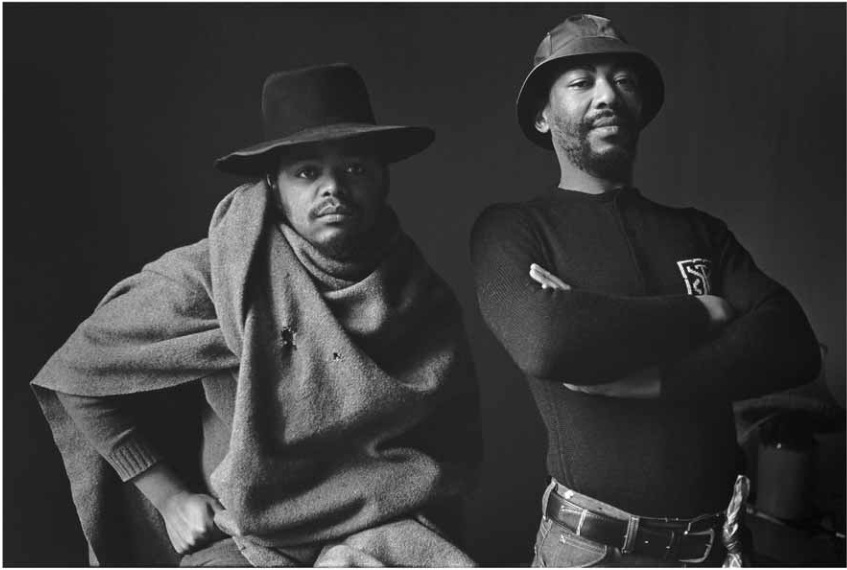
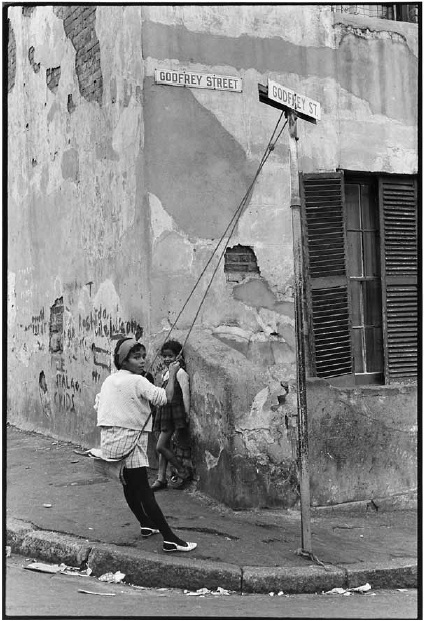
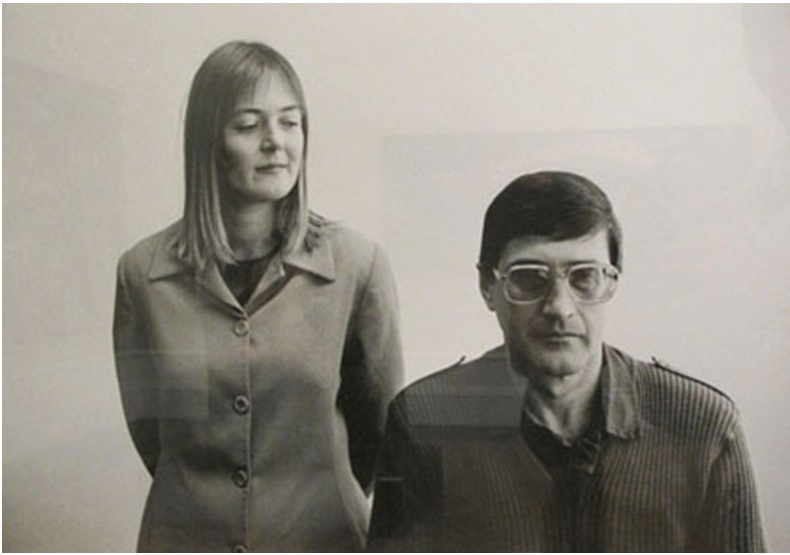
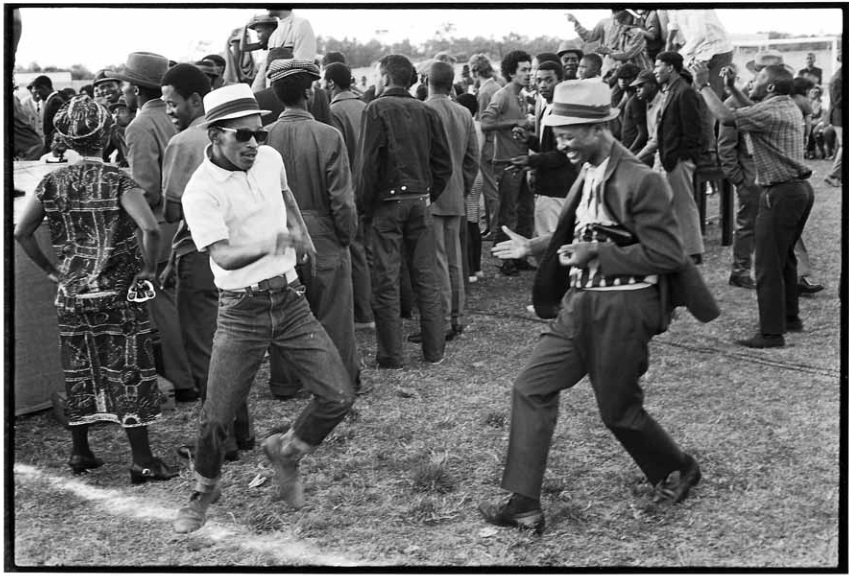